# Linda fraterna
Linda fraterna là một loài bọ cánh cứng trong họ Cerambycidae.